# Christoph Brunner
Christoph Brunner (* 1978 in Linz) ist ein österreichischer Filmeditor, Kameramann und Filmemacher.

## Leben und Wirken
Christoph Brunner wurde 1978 in Linz geboren und studierte ab 1997 an der Höheren Graphischen Bundes-Lehr- und Versuchsanstalt in Wien. 2001 begann er dann ein Regie- und Kamerastudium an der Filmakademie Wien. Mit dem erfolgreichen Kurzfilm Das Leben des C. Brunner gelang ihm die Aufnahme an der Filmhochschule. Seitdem hat er eigene Kurzfilme realisiert, bei einigen Kamera geführt und war als Editor tätig. Mit Stefan Brunner, der ebenfalls an der Filmakademie Wien studierte, machte er den Film Blackstory, der 2012 veröffentlicht wurde.
Heute arbeitet Christoph Brunner als freischaffender Filmemacher, Editor und Kameramann. Unter anderem schnitt er Filme von Michael Glawogger und Ulrich Seidl. 2017 wurde er gemeinsam mit Christof Schertenleib im Rahmen der Schnitt-Preise mit dem Bild-Kunst Schnitt Preis Dokumentarfilm für Ulrich Seidls Safari ausgezeichnet.

## Filmografie (Auswahl)
- 2001: Das Leben des C. Brunner (Drehbuch, Regie, Produktion und Schnitt)
- 2005: Lecture in Unity (Kurzfilm), (Kamera)
- 2006: 3 Minuten (Kurzfilm), (Drehbuch, Regie und Schnitt)
- 2009: Men on the Bridge (Köprüdekiler), (Zusätzlicher Schnitt)
- 2009: Contact High (Schnitt)
- 2010: The Road Home (Kurzfilm), (Kamera)
- 2012: Black Story (Regie, Kamera, Drehbuch und Produktion)
- 2013: Hai-Alarm am Müggelsee (Schnitt)
- 2014: Bösterreich (Fernsehsendung), (Schnitt bei drei Folgen)
- 2014: Im Keller (Schnitt)
- 2016: Safari (Schnitt)
- 2017: Wilde Maus (Schnitt)
- 2019: M – Eine Stadt sucht einen Mörder (Fernsehserie, Schnitt)
- 2020: Barbaren (Fernsehserie)
- 2020: Das Glück ist ein Vogerl (Fernsehfilm)
- 2021: Stadtkomödie – Die Unschuldsvermutung (Fernsehreihe)
- 2022: Alma und Oskar (Schnitt)
- 2024: Crooks (Fernsehserie, Schnitt)

## Auszeichnungen
- 2001: Sonderpreis der Nordmedia beim up-and-coming für Das Leben des C. Brunner[3]
- 2007: Gewinner des Preises der Jury für das beste unverfilmte Drehbuch auf dem Filmfestival der Filmakademie Wien für Blackstory[4]
- 2017: Diagonale-Preis Schnitt (Beste künstlerische Montage Spielfilm) für Wilde Maus gemeinsam mit Monika Willi und Ulrike Kofler
- 2017: Bild-Kunst Schnitt Preis Dokumentarfilm für Safari gemeinsam mit Christof Schertenleib[5]